# S4C
S4C —Siglas de Sianel Pedwar Cymru, «Canal Cuatro Gales»—es un canal de televisión británico de cobertura regional que emite en Gales. El canal es propiedad de Awdurdod S4C, una corporación pública del Departamento de Cultura, Medios de Comunicación y Deporte del gobierno del Reino Unido. 
La televisión galesa comenzó sus emisiones el 1 de noviembre de 1982 exclusivamente para Gales, mientras que un día después hizo lo propio Channel 4 en el resto del Reino Unido. Esta diferencia respondía a una petición del parlamento galés respaldada por el gobierno británico. Durante veintiocho años la programación de S4C se nutrió de contenidos procedentes de Channel 4 y espacios en galés en el horario central. Desde el 30 de abril de 2010, fecha del apagón analógico en Gales, Channel 4 cuenta con su propia frecuencia y S4C ofrece toda su programación en idioma galés.

## Historia
En la década de 1970, con motivo del lanzamiento de un cuarto canal de televisión en Reino Unido, el parlamento de Gales solicitó al gobierno británico un específico en idioma galés para su territorio, tal y como ya sucedía con la radio local BBC Radio Cymru. El servicio regional estaba cubierto entonces por BBC —a través de su centro territorial— y el canal privado HTV de la red ITV, en ambos casos en inglés. En las elecciones de 1979, tanto el Partido Conservador como el Laborista llevaron la propuesta en sus programas electorales.Sin embargo, el nuevo gobierno de Margaret Thatcher a través del secretario de estado, William Whitelaw, se opuso a esta idea y abogó por un canal común con desconexiones territoriales.
El parlamento de Gales se movilizó para que el gobierno británico reconsiderada esta decisión y hubo campañas por parte de la sociedad civil, entre ellas el boicot a las torres de transmisión y una huelga de hambre del líder del partido nacionalista, Gwynfor Evans. Al final el gobierno de Thatcher apoyó en septiembre de 1980 una solución intermedia: una televisión con programas del cuarto canal británico y producción propia galesa en el horario central.
La emisión inaugural de S4C tuvo lugar el 1 de noviembre de 1982 a las 18:00 horas, un día antes del estreno de Channel 4 en Reino Unido. En sus inicios el canal fue muy cuestionado porque necesitaba subvenciones para mantener su actividad. Sin embargo, S4C supo consolidarse dentro de la televisión británica gracias a los programas de Channel 4 y a algunos espacios propios en galés, entre ellos los dibujos animados Super Ted y Sam el bombero que posteriormente se emitieron en la BBC.
Durante veintiocho años S4C emitió en analógico los programas de Channel 4, mientras que la programación en galés estaba reservada a determinadas franjas horarias. El grupo aumentó su oferta con la llegada de la televisión digital terrestre a través de dos canales ya extintos: S4C Digidol (1998), con programación íntegra en galés, y S4C Dau (1999), reservado para coberturas especiales. La situación cambió con el apagón analógico de 2010; Channel 4 pasó a contar con una frecuencia propia en Gales, por lo que ya no tenía que compartir su programación, mientras que S4C cerró sus temáticos y se convirtió en un canal exclusivamente en idioma galés.

## Organización

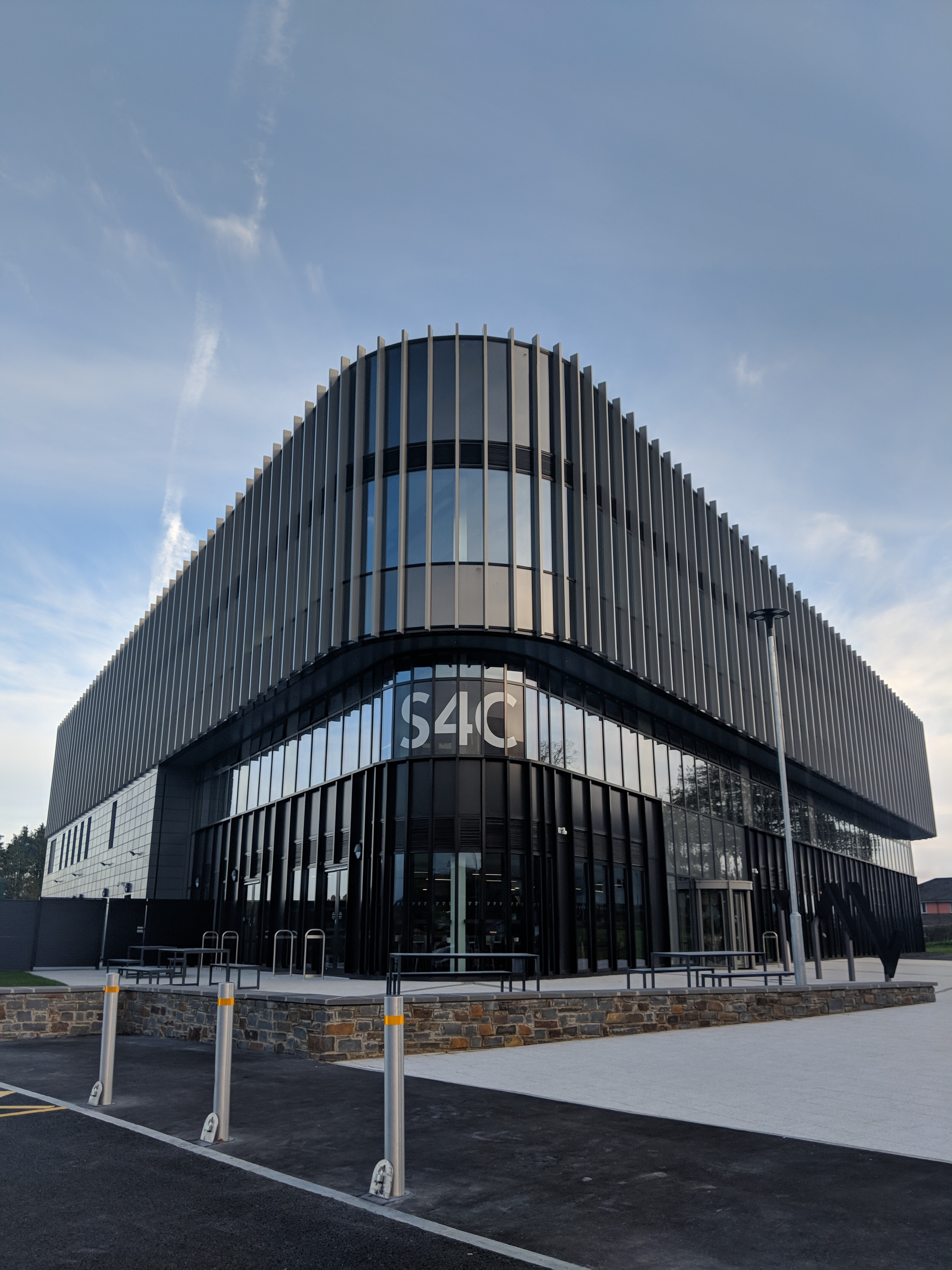
Sede de S4C en Carmarthen.

La labor de S4C está supeditada al cumplimiento de unos objetivos de servicio público. Las condiciones son renovadas periódicamente por la Oficina de Comunicaciones (Ofcom), ante la que debe responder. El canal está controlado por Awdurdod S4C (en inglés: S4C Authority), una corporación pública independiente.
La sede central de S4C se encuentra desde 2018 en Carmarthen, en el centro creativo y digital de la Universidad de Gales Trinity Saint David. Dispone también de centros regionales en Cardiff —donde se reúne la corporación— y en Caernarfon.

## Programación
S4C tiene una programación para todos los públicos que se emite íntegramente en idioma galés, con vocación de servicio público y especial atención a la lengua y cultura galesa. El canal no puede producir sus propios programas, sino que debe encargárselos a productoras independientes, del mismo modo que Channel 4. Los informativos (Newyddion) corren a cargo del centro territorial de la BBC en Gales, BBC Cymru Wales, que presta el servicio sin coste.Dado que el galés es una lengua minoritaria, parte de la programación dispone de subtítulos en inglés.
La programación infantil se divide en dos marcas diferenciadas: «Cyw», dirigida al público preescolar; y «Stwnsh» para menores de 7 a 16 años.También hay una marca orientada al público joven, «Hansh».
S4C emite en la televisión digital terrestre de Gales. En el resto de Reino Unido está disponible a través de satélite y de plataformas digitales. El canal mantiene un servicio gratuito de video bajo demanda, S4C Clic, y también puede verse en BBC iPlayer.

## Financiación
S4C es una empresa pública sin ánimo de lucro que debe reportar su actividad a la Ofcom. Desde 2022 el canal se financia con una aportación procedente de los ingresos del impuesto de la BBC, y cubre parte del presupuesto con subvenciones y publicidad.
El canal galés había dependido históricamente de una subvención anual del gobierno británico, a través del del Departamento de Cultura, Medios de Comunicación y Deporte. Dado que el canal no era rentable porque el galés es una lengua minoritaria, la autoridad de S4C ha mantenido desde el principio un acuerdo con el centro territorial de BBC para que les facilitase programas en galés sin coste. A partir de 2013, el gobierno británico ha transferido la financiación a la BBC para reducir su dependencia de las subvenciones.

## Imagen corporativa
El actual logotipo de S4C, estrenado en 2014, representa un trapecio con las siglas en el interior. El nombre completo del canal es Sianel Pedwar Cymru, traducido en español como «Canal Cuatro Gales». Al igual que la mayoría de televisiones británicas, S4C utiliza locutores de continuidad que anuncian la programación antes del comienzo de cada espacio.

1987-1993.
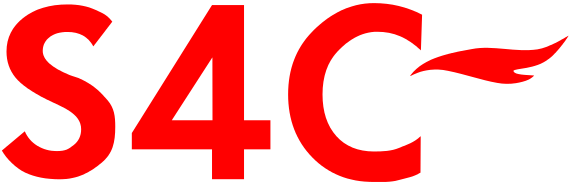
1993-2007.
2007-2014.
Desde 2014.